# قسمة ونصيب (برنامج تلفزيوني)

شعار البرنامج

برفكت برايد قسمة ونصيب برنامج تلفزيون الواقع يسلط الضوء على شباب وصبايا راغبين في الزواج ويبحثون عن شريك حياتهم. البرنامج هو النسخة العربية من البرنامج الأمريكي "Momma's Boys" الذي يعرض على قناة إن.بي.سي، ولاقى نجاحا كبيرا.
عرض البرنامج على مدى موسمين على قناة نغم التابعة للمؤسسة اللبنانية للإرسال على مدار 24 ساعة، وأيضا على الال بي سي السهرات الرئيسية. قدمه في الموسم الأول الإعلامية العربية رولا بهنام وفي الثاني الممثلة اللبنانية رزان مغربي. تم تسجيل البرنامج في استوديوهات القناة في منطقة أدما، إحدى ضواحي مدينة بيروت.

## فكرة البرنامج
يشارك في البرنامج سبعة شباب مع أمهاتهم، وثلاثة عشرة صبيّة من مختلف الدول العربية، ستكون لديهم فرصة للقاء واختيار الشريك المناسب، وذلك على مدى عشرة أسابيع. ينقل البرنامج صورة عن تفاصيل الحياة اليومية التي يواجهها كلّ شاب وشابة يقرران الإقدام على خطوة الزواج،
بما يتضمن ذلك من قناعات ومواصفات للشخص المناسب أو "النصف الآخر"، وما يليه من ردات فعل، وخيارات، وقرارات تتناسب مع نواح اجتماعية، وعائلية عدة.
الشباب والصبايا يقيمون في بيتين منفصلين وهم معزولون عن بعضهم بجدار فاصل، غير انه يمكنهم التواصل من خلال ثلاث وسائل وهي الفيديو فون، نافذة الحديقة أو من خلال مساحة صغيرة عبر الجدار الفاصل. ويتم بعض اللقاءات المباشرة بين الطرفين بقرار من الإدارة حيث ينتقل الشباب إلى مقر الصبايا أو العكس لزيارة أو لقاء غداء
أو عشاء.
في نهاية كل برايم، تختار الأمهات عدداً من الصبايا، وجدنهن غير مناسبات لأولادهن، فيخضعن لتصويت الجمهور بنسبة 75%، وتصويت لجنة التحكيم المؤلفة في الموسم الثاني من
الإعلاميّة رندا المر، الإعلاميّة ريما نجيم، والرسام الكاريكاتوري ستافرو جبرا بنسبة 25%. لكن إذا ما عارض الابن قرار والدته واختلف رأيه مع رأيها، هو قادر أن يكسر قرار الأم.
الصبية التي تنال أدنى نسبة تصويت يتم استبعادها من البرنامج، إضافة إلى تمكن الصبايا في مرحلة لاحقة من إبعاد الشباب وأمهاتهم. العديد من المسابقات والنشاطات سيخضع لها المشتركون، إضافة إلى دروس في أصول التصرف، الطبخ، الرياضة، وعلم النفس.
مع اختتام الموسم، ثنائي واحد يفوز بعد نيله أعلى نسبة تصويت، وتنال الصبية الرابحة لقب العروس الأفضل.
الجوائز التي سيفوز بها العروس والعريس في ختام البرنامج، والتي ستساعدهما على بدء مشوار الحياة سوياً، هي جائزة نقدية بقيمة 100 ألف دولار أمريكي، طقم ألماس بقيمة 35.000 دولار أمريكي ورحلة استجمام للعروس إلى تايلاند.
ولكن شروط المسابقة تفرض عقد قران الفائزين قبل الحصولهما على الجوائز.

## الموسم الأول
الموسم الأول من قسمة ونصيب انطلق في 25 أيار 2007 حتى 27 تموز 2007، وقدمته الأعلامية رولا بهنام. والثنائي الفائز كان باتريسيا وباسل الصمد من لبنان.

### الصبايا
| - من مصر عفاف دراز، 24 سنةً - من الجزائر كريمة لعقوق، 20 سنة - من المغرب ثريا منصور، 22 سنة - من الجزائر آية، 21 سنة - من لبنان غابي، 29 سنة - من لبنان باتريسيا، 26 سنة - من الجزائر سعاد، 20 سنة | - من المغرب فطيمة، 25 سنة - من لبنان فاطمة، 22 سنة - من لبنان بوسي، 26 سنة - من الأردن لينا، 24 سنة - من مصر رشا، 22 سنة - من لبنان تاتيانا، 19 سنة - من الجزائر أميرة، 20 سنة. |

### الأمهات والشباب وصفاتهم
- تونس السيدة روضة وابنها أيمن الماكني : 26 سنة، يعمل في مجال السياحة، يتقن الفرنسية والإنكليزية والصربية، اجتماعي، مسالم وصبور.
- لبنان السيدة أفريل وابنها باسل الصمد : 28 سنة حائز على شهادة في مجال المعلوماتية، رجل أعمال ناجح في مجال العقارات، ويحب الرياضة.
- تونس السيدة نريمان وابنها نجد الشريشي : 26 سنة موظف نشيط ورياضي بارع.
- الكويت السيدة فوزية وابنها مساعد تميمي : 28 سنة حائز على شهادة من المختبرات الطبية ويعمل كمحلل جنائي، روحه مرحة ويتمتع بلياقة بدنية عالية.
- لبنان السيدة منى وابنها سهيل افرام : 27 سنة موظف في القطاع المصرفي ومسعف في الصليب الأحمر وهوايته الصيد.
- الأردن السيدة خلود وابنها وسيم خلف : 20 سنة يتابع تعليمه في التجارة، يحب الرياضة وخاصة البليار وكرة القدم ويحب أن يعيش تجربة أهله الذين تزوجوا في عمر مبكر.
- العراق السيدة نضال وابنها مؤيد سالم : 25 سنة طبيب، يهوى المطالعة، ويتمنى أن تكون عروسه من عائلة طيبة وعندها أخلاق.

## الموسم الثاني
الموسم الثاني بدأ في 16 تشرين الأول 2009 وأستمر حتى 29 كانون الثاني 2010، وقدمته الممثلة اللبنانية رزان مغربي. والثنائي الفائز هو يحيى عوجا من سوريا ونوال رحيم من المغرب.

### الصبايا
| - من الأردن عبير القطو، 26 عاماً - من لبنان أجندين إبراهيم، 23 عاماً - من تونس أحلام عز ديني، 27 عاماً - من مصر أميرة كمال، 21 عاما - من مصر دعاء العميري، 24 عاماً - من الأردن فاطمة أحمد، 24 عاماً - من تونس ملاك الجندوبي، 29 عاماً | - من تونس منال بن حفظ الله، 22 عاماً - من المغرب ميريام عسو، 26 عاماً - من المغرب نوال رحيم، 28 عاماً - من تونس رابعة الحشائشي، 27 عاماً - من مصر شيماء أحمد عبد الله محمد، 28 عاماً - من المغرب وسيمة الميل، 21 عاماً |

### الأمهات والشباب
- المغرب عبد المغيث أميز،27 سنة وأمه السيدة عائشة نهيري، 52 سنة؛
- تونس هيثم الدوس، 29 سنة، مصمم مجوهرات وأمه السيدة منيرة دوس، 48 سنة؛
- سوريا حسين حج حسين، 27 سنة، يعمل في الدعاية والإعلان وأمه السيدة صباح الجابر، 43 سنة؛
- لبنان مهدي الأطرش، 27 سنة، صيدلي وأمه السيدة رقية الأطرش، 48 سنة؛
- لبنان ربيع نعمة، 32 سنة، مهندس ديكور وممثل وأمه السيدة ريموندا عبسي، 47 سنة؛
- سوريا يحيى عوجا، 27 سنة وأمه السيدة هتاف عوجا، 53 سنة.

## وصلات خارجية
- قسمة ونصيب على موقع IMDb (الإنجليزية)
- قسمة ونصيب على موقع ميتاكريتيك (الإنجليزية)
- قسمة ونصيب على موقع قاعدة بيانات الفيلم (الإنجليزية)
- «قسمة ونصيب»... ريما نجيم ضحيّة «العريس» مهدي (نسخة محفوظة 1 فبراير 2010 على موقع واي باك مشين.)
- قسمة ونصيب على ال بي سي